# Dębowiec (gmina, Basses-Carpates)
Pour les articles homonymes, voir Dębowiec.
Dębowiec [dɛmˈbɔvjɛt͡s] est une gmina rurale du powiat d'Jasło, Basses-Carpates, dans le sud-est de la Pologne. Son siège est le village de Dębowiec (Basses-Carpathes), qui se situe environ 8 km au sud de Jasło et 56 km au sud-ouest de la capitale régionale Rzeszów.
La gmina couvre une superficie de 85,81 km2 pour une population de 8 406 habitants.

## Géographie
La gmina borde la ville de Dębica et les gminy de Brzostek, Czarna, Ostrów, Pilzno, Przecław, Ropczyce et Żyraków.